# Vecherniy Brest
Vecherniy Brest (en ruso: Вечерний Брест) – semanario sociopolítico bilingüe, publicado en Brest el viernes (circulación: 26,000-35,000).